# 8797 Duffard
A 8797 Duffard (ideiglenes jelöléssel (8797) 1981 EU18) a Naprendszer kisbolygóövében található aszteroida. Schelte J. Bus fedezte fel 1981. március 2-án.